# 阿威羅市政體育場
阿威羅市政體育場（Estádio Municipal de Aveiro）是葡萄牙阿威羅的一座体育场，可以容纳30,498位观众。球场是由葡萄牙著名设计师托馬斯·塔維拉为2004年欧洲足球锦标赛所设计的。球场的颜色非常鲜艳，看上去很喜庆。
此球场也是葡萄牙足球超级联赛球队比拉马队的主体育场。